# Robby Cantarutti

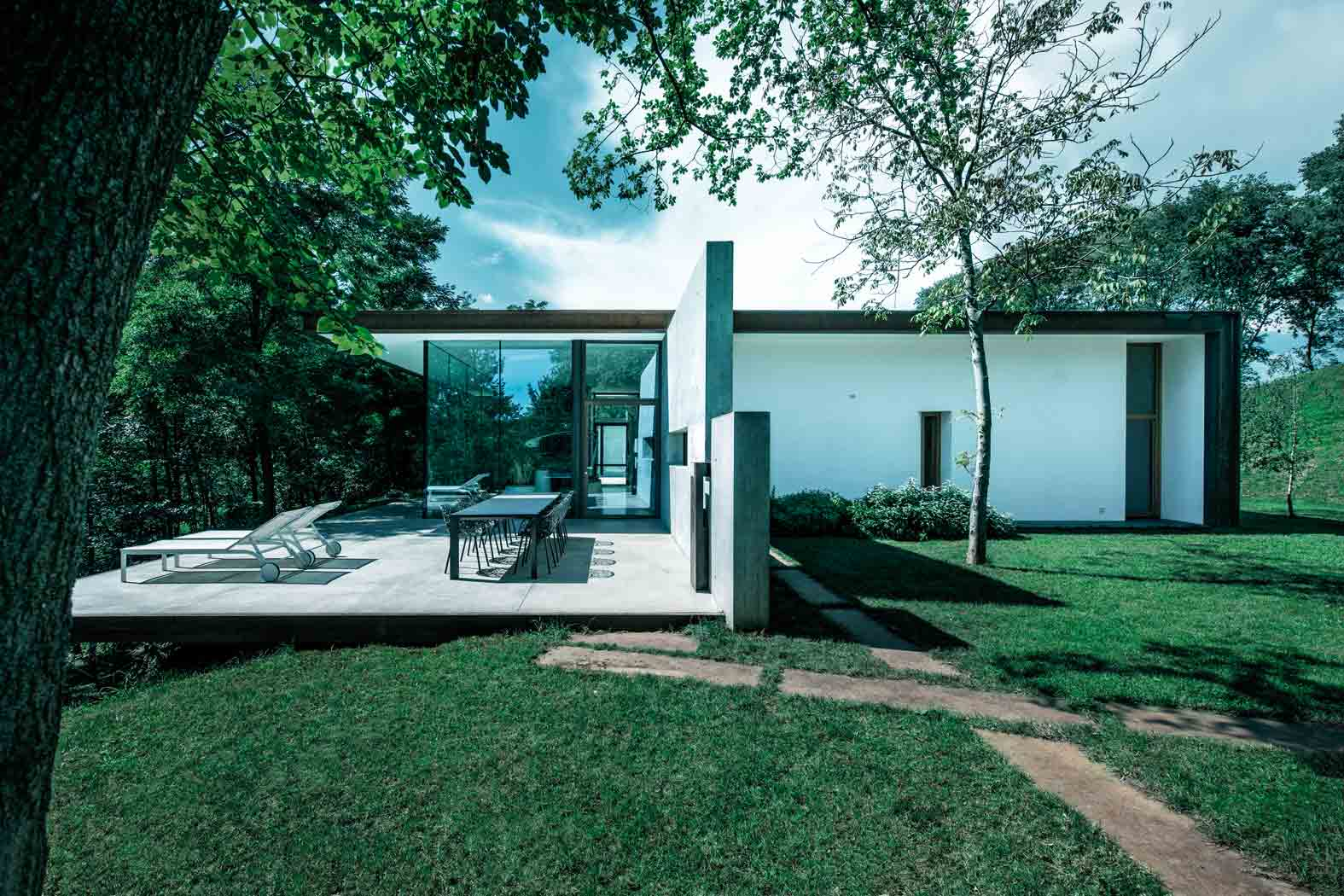
Cabaña en el Río - arquitectos Robby Cantarutti Francesca Petricich

Robby Cantarutti (nacido el 17 de junio de 1966) es un arquitecto y diseñador industrial italiano de Venecia y el más conocido practicante del Racionalismo italiano. 

## Características de sus obras
Las obras de Cantarutti reflejan un estilo individualizado y distintivo. La mayoría se encuentran en Friuli-Venecia Julia, incluida su Cabaña en el río, donde vive con su familia. 
La obra de Cantarutti ha sido influenciada por sus pasiones en la vida: la arquitectura y la naturaleza. Cantarutti considera cada detalle de sus creaciones e integra en su arquitectura artesanías como madera, vidrio transparente y herrajes en bruto. También introdujo nuevas técnicas en el tratamiento de materiales, como el envejecimiento natural en condiciones atmosféricas.
Bajo la influencia de la Bauhaus y Le Corbusier, Cantarutti ha trascendido el racionalismo dominante, culminando en un estilo orgánico inspirado en materiales naturales. La obra de Cantarutti goza de popularidad mundial y continua admiración y estudio por los arquitectos. 
Su obra maestra, La cabaña en el río también formó parte de la película "Cabaña en el río" dirigida por Silvia Zeitlinger y fue galardonada con el Green LEAF Award de 2015 a la Mejor Arquitectura de una Casa 2015. Es el edificio privado más fotografiado y filmado en Italia. Las principales compañías de estilo de vida como Illy, Knoll utilizan la Cabaña como lugar de rodaje para su trabajo de promoción.

## Muebles
El diseño industrial de Cantarutti es distribuido por las compañías Vibia y Fast en todo el mundo.

## Trabajo de arquitectura

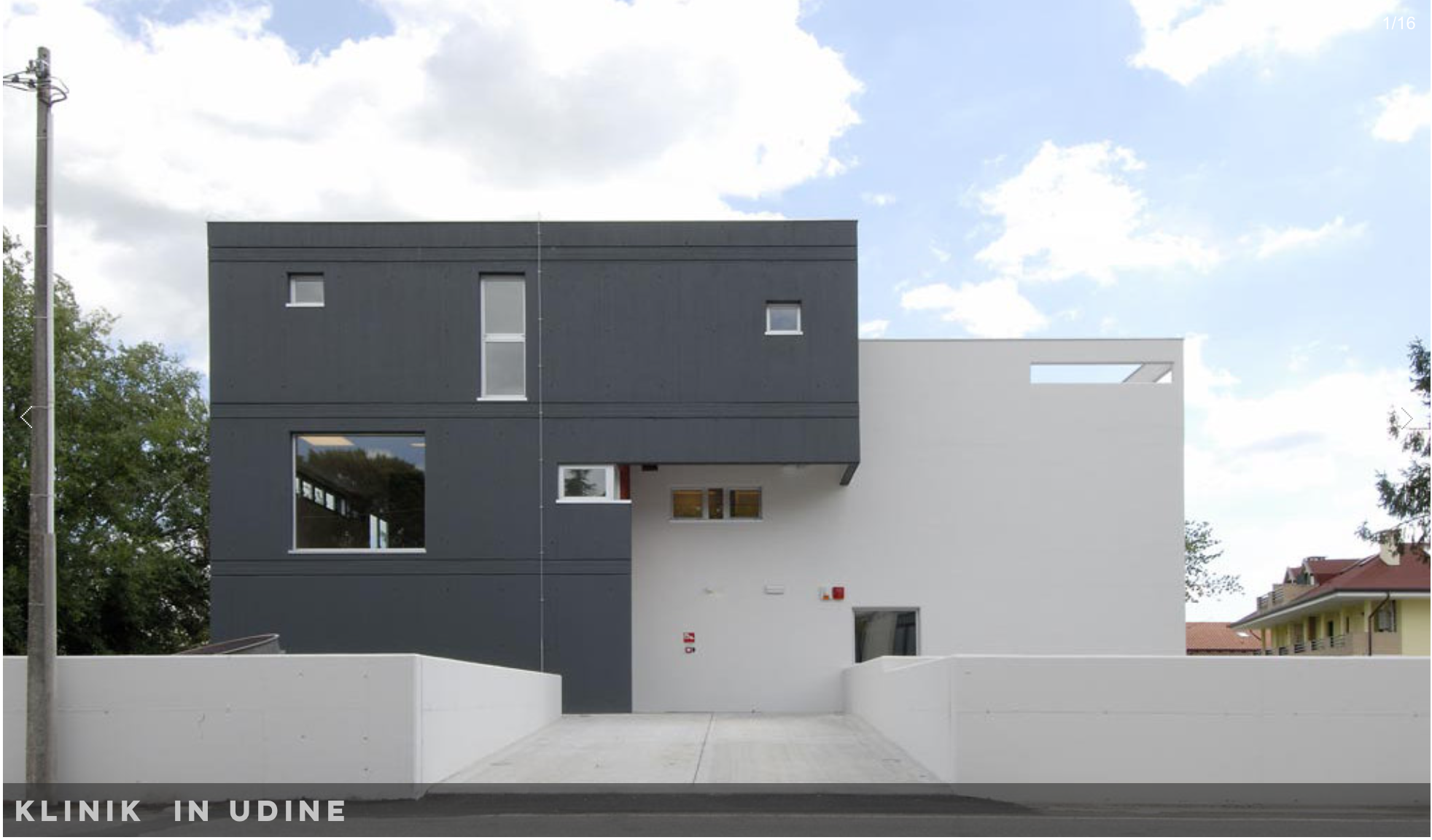
Clínica en Udine - Friuli Venezia Giulia - arquitecto Robby Cantarutti

- 1998 - Reconstrucción Premariacco en Udine.
- 1999 - varias casas unifamiliares en Udine
- 2000 - reconstrucción de una vivienda unifamiliar en Udine
- 2001 - casa unifamiliar en Campoformido Udine
- 2002 - nave industrial en Campoformido Udine.
- 2005 - edificio destinato a clínica en Cussignacco Udine
- 2005 - ganador del concurso para la reconstrucción de la Piazza dei Martiri de la Cittadella de Padua
- 2006 - puente ciclopeatonal ubicado en Rizzi Udine

## Trabajo de diseño

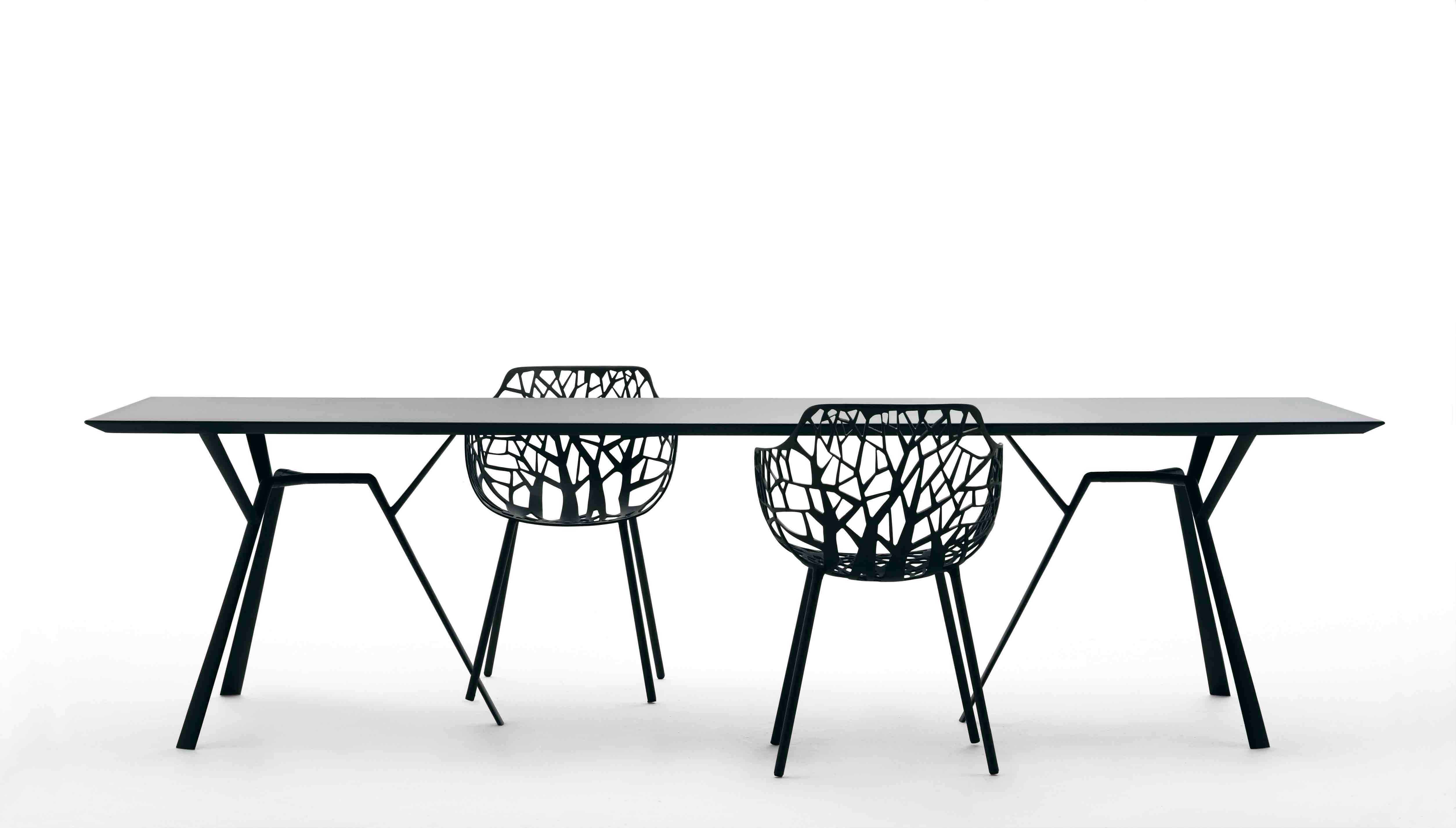
Sillas y mesa de Robby Cantarutti

- Silla Lachaise para ETA spa 1995
- Silla infantil Spock para ETA spa 1995
- Colección Sedia Bauhaus para Natison 1996
- Silla de bolsillo para Arrmet 1997
- Silla Orbit para Sintesi 2002
- Taburete Ginger para Sintesi 2002
- Silla Gaia para Airnova 2003
- Librería funcube para Natison sedia 2003

- Silla Jo para Arrmet 2004

- Poltrona maxo para Arrmet 2004
- Silla Exyte para Jds 2006

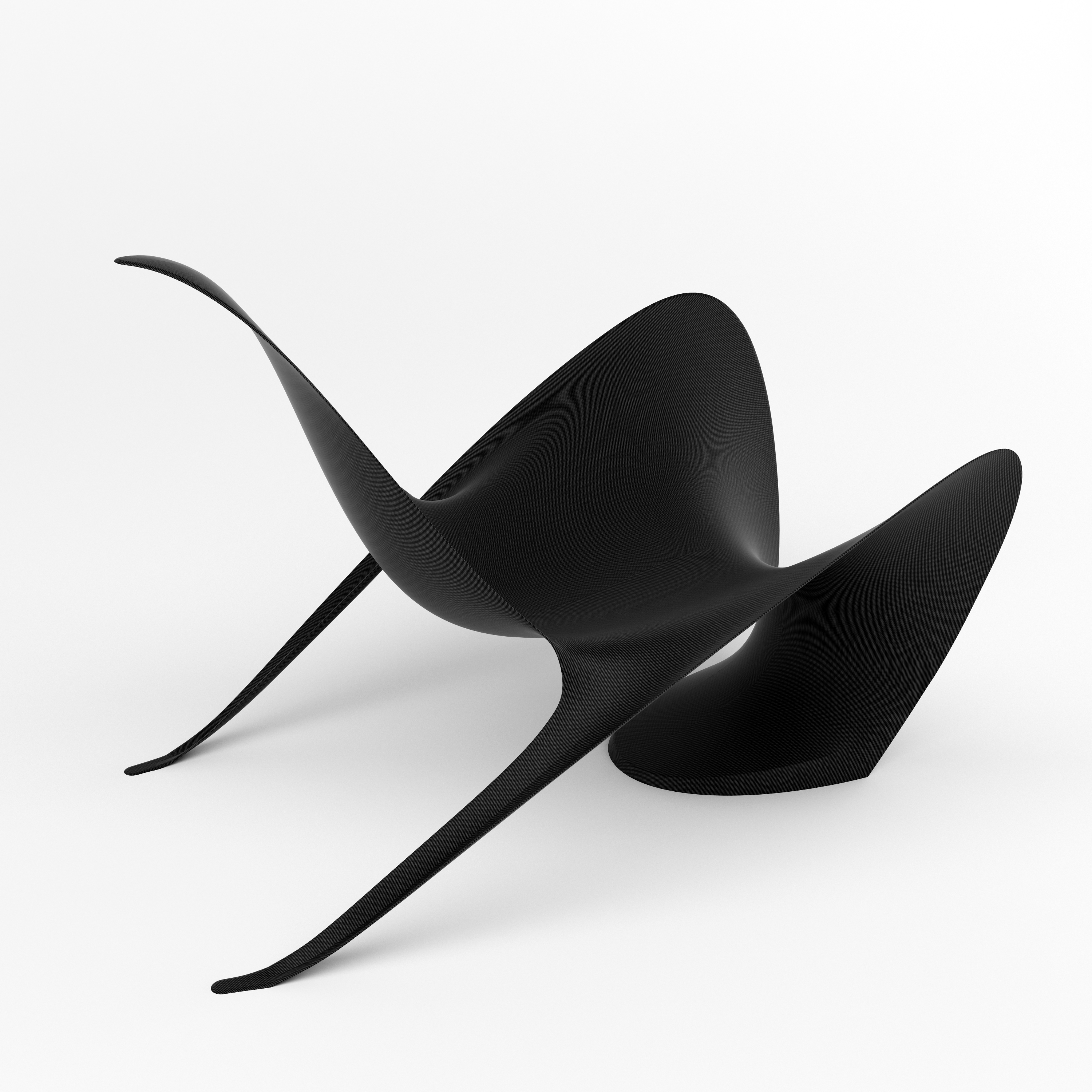
MantaChair Diseño de Robby Cantarutti

- Silla Brillant para Figurae 2006
- Taburete Estro para Alea Office 2006
- Canapé Alma Alea Office 2006
- Librería Code para Sintesi 2007
- Silla Bosque para spa Fast 2010
- Silla Elena para Tramo 2010
- Lámpara Samurai para Vibia 2011
- Lámpara Infinity para Vibia 2011
- Silla Niwa para spa Fast 2015
- Toldo Domea para Bat 2016
- Marquesina Qubica para Ke 2016
- Control remoto para marquesina 2016